# Vela nos Jogos Olímpicos de Verão de 1988 - Star
As provas da classe Star da vela nos Jogos Olímpicos de Verão de 1988 ocorreram entre 20 e 27 de setembro daquele ano em Busan, na Coreia do Sul. O programa compunha sete regatas. Para esta classe, houve 43 velejadores de 21 nações inscritas.

## Medalhistas
A dupla britânica Michael McIntyre e Bryn Vaile finalizou a competição em primeiro lugar, tendo vencido duas das sete regatas, e conquistou a medalha de ouro. A prata firmou-se com os estadunidenses Mark Reynolds e Harold Haenel. Por fim, a medalha de bronze ficou com Torben Grael e Nelson Falcão, do Brasil.
|  | GBR Grã-Bretanha            |  | USA Estados Unidos          |  | BRA Brasil                 |
|  | Michael McIntyre Bryn Vaile |  | Mark Reynolds Harold Haenel |  | Torben Grael Nelson Falcão |

## Resultados
Estes foram os resultados da competição:
| Pos.              | Tripulação                                                       | Regata I | Regata I | Regata II | Regata II | Regata III | Regata III | Regata IV | Regata IV | Regata V | Regata V | Regata VI | Regata VI | Regata VII | Regata VII | Total | Total -1 |
| Pos.              | Tripulação                                                       | Pts.     | Pos.     | Pts.      | Pos.      | Pts.       | Pos.       | Pts.      | Pos.      | Pts.     | Pos.     | Pts.      | Pos.      | Pts.       | Pos.       | Total | Total -1 |
| ----------------- | ---------------------------------------------------------------- | -------- | -------- | --------- | --------- | ---------- | ---------- | --------- | --------- | -------- | -------- | --------- | --------- | ---------- | ---------- | ----- | -------- |
| Medalha de ouro   | GBR Michael McIntyre e Bryn Vaile                                | 6        | 11.7     | 1         | 0.0       | 4          | 8.0        | 7         | 13.0      | 13       | 19.0     | 7         | 13.0      | 1          | 0.0        | 64.7  | 45.7     |
| Medalha de prata  | USA Mark Reynolds e Harold Haenel                                | 8        | 14.0     | 4         | 8.0       | 1          | 0.0        | 5         | 10.0      | 4        | 8.0      | 4         | 8.0       | RET        | 28.0       | 76.0  | 48.0     |
| Medalha de bronze | BRA Torben Grael e Nelson Falcão                                 | 1        | 0.0      | 7         | 13.0      | 2          | 3.0        | 11        | 17.0      | 2        | 3.0      | RET       | 28.0      | 8          | 14.0       | 78.0  | 50.0     |
| 4                 | SWE Mats Johansson e Mats Hansson                                | 12       | 18.0     | 5         | 10.0      | 9          | 15.0       | 1         | 0.0       | 5        | 10.0     | 10        | 16.0      | 3          | 5.7        | 74.7  | 56.7     |
| 5                 | ITA Giorgio Gorla e Alfio Peraboni                               | 10       | 16.0     | 2         | 3.0       | 6          | 11.7       | 3         | 5.7       | 6        | 11.7     | 11        | 17.0      | 9          | 15.0       | 80.1  | 63.1     |
| 6                 | CAN Ross MacDonald e Bruce MacDonald                             | 3        | 5.7      | 11        | 17.0      | 12         | 18.0       | 2         | 3.0       | 1        | 0.0      | 14        | 20.0      | RET        | 28.0       | 91.7  | 63.7     |
| 7                 | AUS Colin Beashel e Gregory Torpy                                | 4        | 8.0      | 8         | 14.0      | 13         | 19.0       | 6         | 11.7      | 12       | 18.0     | 6         | 11.7      | 2          | 3.0        | 85.4  | 66.4     |
| 8                 | URS Viktor Solovyov e Alexandre Zybine                           | 5        | 10.0     | 14        | 20.0      | 16         | 22.0       | 8         | 14.0      | 3        | 5.7      | 3         | 5.7       | 7          | 13.0       | 90.4  | 68.4     |
| 9                 | NED Steven Bakker e Kobus Vandenberg                             | 9        | 15.0     | 3         | 5.7       | 7          | 13.0       | 13        | 19.0      | 10       | 16.0     | 8         | 14.0      | 4          | 8.0        | 90.7  | 71.7     |
| 10                | FRG Alexander Hagen e Fritz Girr                                 | 2        | 3.0      | 6         | 11.7      | 5          | 10.0       | 4         | 8.0       | DSQ      | 28.0     | DSQ       | 28.0      | 6          | 11.7       | 100.4 | 72.4     |
| 11                | DEN Anders Geert-jensen e Mogens Just                            | PMS      | 28.0     | 10        | 16.0      | 10         | 16.0       | 9         | 15.0      | 8        | 14.0     | 2         | 3.0       | 5          | 10.0       | 102.0 | 74.0     |
| 12                | GRE Helias Hadjipavlis e Konstantinos Manthos                    | 7        | 13.0     | 9         | 15.0      | 3          | 5.7        | DSQ       | 28.0      | 17       | 23.0     | 5         | 10.0      | 14         | 20.0       | 114.7 | 86.7     |
| 13                | AUT Hubert Raudaschl e Stephan Puxkandl                          | 13       | 19.0     | RET       | 28.0      | 11         | 17.0       | 15        | 21.0      | 9        | 15.0     | 1         | 0.0       | 13         | 19.0       | 119.0 | 91.0     |
| 14                | BAR Michael Green e Howard Palmer                                | RET      | 28.0     | 18        | 24.0      | 14         | 20.0       | 12        | 18.0      | 7        | 13.0     | 17        | 23.0      | 10         | 16.0       | 142.0 | 114.0    |
| 15                | POR Patrick de Barros e Henrique Anjos                           | 16       | 22.0     | 13        | 19.0      | 8          | 14.0       | 16        | 22.0      | 14       | 20.0     | 16        | 22.0      | 12         | 18.0       | 137.0 | 115.0    |
| 16                | ARG Alberto Zanetti e Julio Labandeira                           | 15       | 21.0     | 16        | 22.0      | 15         | 21.0       | 10        | 16.0      | 15       | 21.0     | 13        | 19.0      | 15         | 21.0       | 141.0 | 119.0    |
| 17                | ESP Juan Costas e José Pérez                                     | 11       | 17.0     | 12        | 18.0      | RET        | 28.0       | 14        | 20.0      | 19       | 25.0     | 9         | 15.0      | PMS        | 28.0       | 151.0 | 123.0    |
| 18                | SUI Jean-Claude Vuithier Jr., Marco Calderari e Christian Hayner | 14       | 20.0     | 15        | 21.0      | 19         | 25.0       | YMP       | 21.0      | 16       | 22.0     | DNC       | 28.0      | 11         | 17.0       | 154.0 | 126.0    |
| 19                | BAH Durward Knowles e Steven Kelly                               | 18       | 24.0     | 19        | 25.0      | 17         | 23.0       | 17        | 23.0      | 11       | 17.0     | 18        | 24.0      | DNC        | 28.0       | 164.0 | 136.0    |
| 20                | ISV John Foster, Sr. e John Jr. Foster                           | 17       | 23.0     | 17        | 23.0      | 20         | 26.0       | 18        | 24.0      | 18       | 24.0     | 15        | 21.0      | 16         | 22.0       | 163.0 | 137.0    |
| 21                | URU Bernd Knuppel e Alejandro Ferreiro                           | RET      | 28.0     | DNC       | 28.0      | 18         | 24.0       | 19        | 25.0      | 20       | 26.0     | 12        | 18.0      | RET        | 28.0       | 177.0 | 149.0    |

### Classificação diária

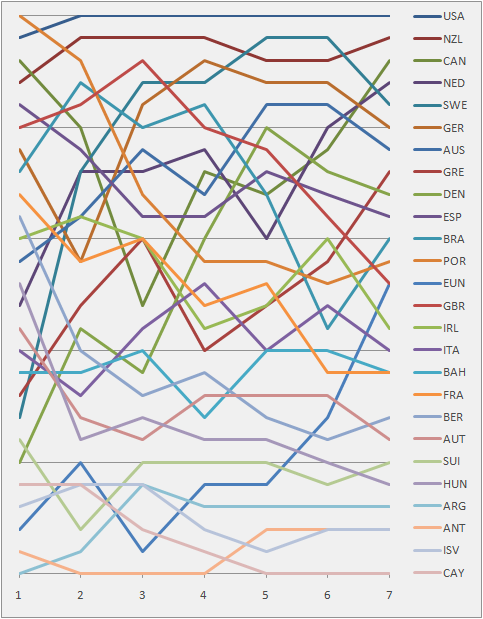
Gráfico mostrando a classificação diária na classe.